# Claas Medion
Der Medion ist ein in konventioneller Schüttlertechnik ausgeführter Selbstfahrmähdrescher von Claas, der von 2000 bis 2009 produziert wurde. Es gibt die Modelle Medion 310, 320, 330 und 340. Die Modelle 310, 320 und 330 sind weitestgehend baugleich, der 320 und 330 haben je einen größeren Korntank und einen leistungsstärkeren Motor. Der 340 hat im Vergleich zum 330 ebenfalls einen größeren Korntank und leistungsfähigeren Motor, darüber hinaus eine breitere Dreschtrommel, einen zusätzlichen Schüttler, eine größere Siebfläche und ein leistungsfähigeres Gebläse. Der Medion wurde für kleinere Betriebe entwickelt und ist für unterschiedliche Feldfrüchte und kleine Flurstücke geeignet.

## Technik
Der Medion ist ein selbstfahrender Schüttlermähdrescher. Es gibt für ihn Schneidwerke von 3,60 m bis 9 m Arbeitsbreite. Das 4,55 m breite Schneidwerk ist für den Transport klappbar, sodass seine Breite im eingeklappten Zustand 3 m beträgt und der Mähdrescher öffentliche Straßen ohne Abrüsten des Schneidwerks befahren kann. (Das klappbare Schneidwerk ist auf dem Bild rechts im Drescheinsatz zu sehen.) Des Weiteren gibt es Rapsvorsätze ebenfalls von 3,60 m bis 9 m Schnittbreite und einen sechsreihigen Maispflücker. Serienmäßig sind die Schneidwerke mit der sogenannten Contour-Technik ausgestattet, die einen vom Maschinenführer eingestellten Auflagedruck gleichmäßig hält, sodass das Schneidwerk auch bei Bodenunebenheiten gleichmäßig auf den Boden gedrückt wird. Optional ist die Auto-Contour-Technik, die Bodenunebenheiten vollautomatisch ausgleicht. Für die Entstopfung haben die Schneidwerke eine hydraulische Reversieeinrichtung.
Die Dreschtrommel in Flanschbauweise hat eine Breite von 1.320 mm (310, 320 und 330) bzw. 1.580 mm (340). Der in drei Segmente mit unterschiedlich großen Öffnungen unterteilte Dreschkorb kann von vorne ausgetauscht werden, um den Drescher auf die gewünschte Feldfrucht einzustellen. Der Medion hat fünf (310, 320 und 330) bzw. sechs (340) nach unten offene Schüttlerhorden mit einer Länge von je 4.400 mm und vier Schüttlerfallstufen. Um das Stroh auf den Schüttlerhorden aufzulockern und somit eine dünnere Strohschicht zu erzielen, sind über den Horden je zwei Raffzinken angebracht.

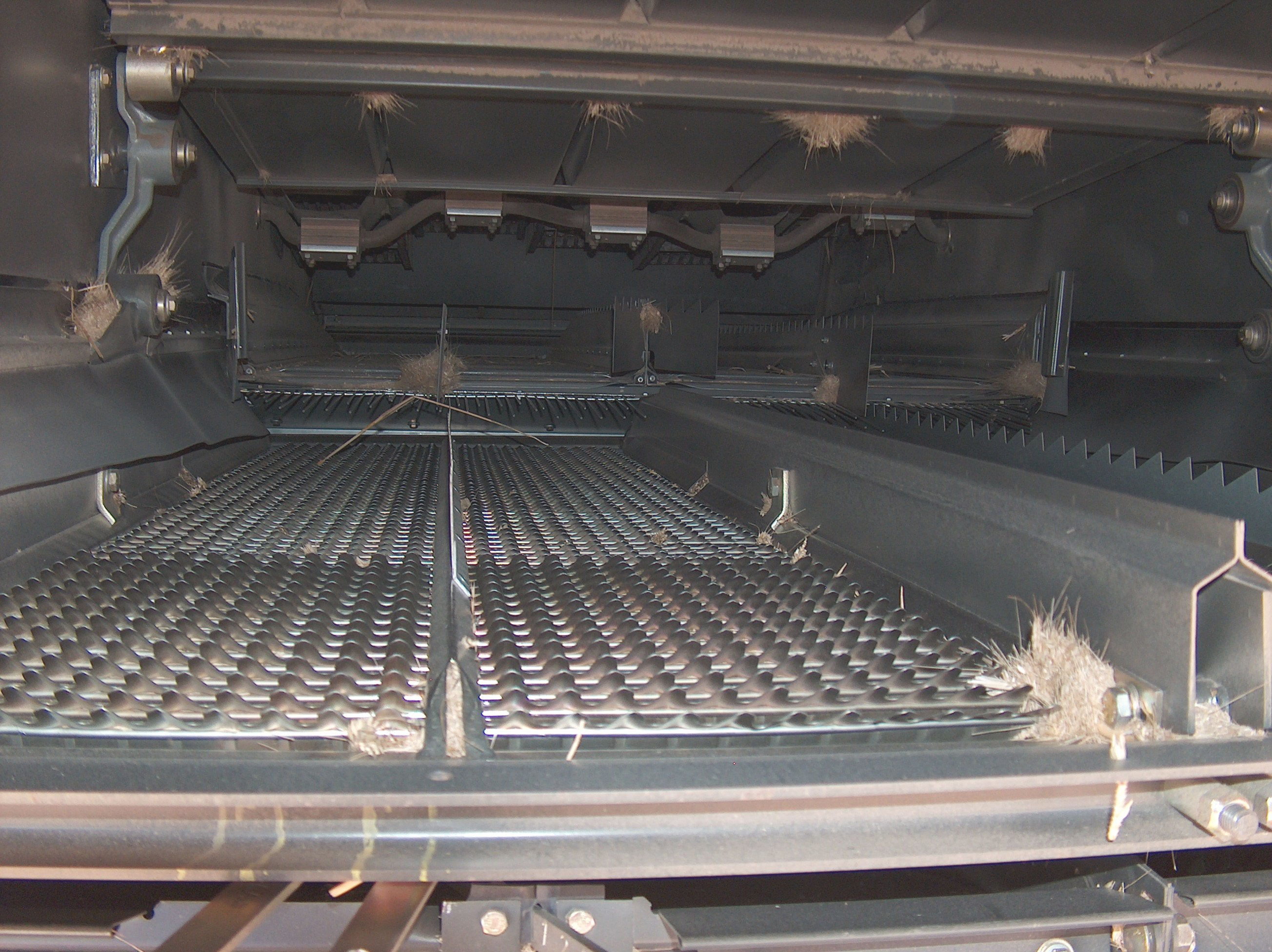
Im Vordergrund das Obersieb; im Hintergrund unten der Vorbereitungsboden und oben die Kurbelwelle des Hordenschüttlers.

Das Gebläse ist ein konventionelles Tonnengebläse (310, 320 und 330) bzw. eine Vierfachturbine (340), die von der Fahrerkabine aus einstellbar ist. Für den Drusch an Hängen sind die Siebe optional mit der sogenannten 3-D-Technik lieferbar, die bei einer Hangneigung von bis zu 20 % das zu reinigende Korn durch hangaufwärtsgerichtete Schwingungen gleichmäßig verteilen soll. Die Überkehr kann vom Fahrerhaus eingesehen werden. Das Stroh kann nach dem Dreschen entweder in Schwaden gelegt oder gehäckselt und auf dem Feld verteilt werden.

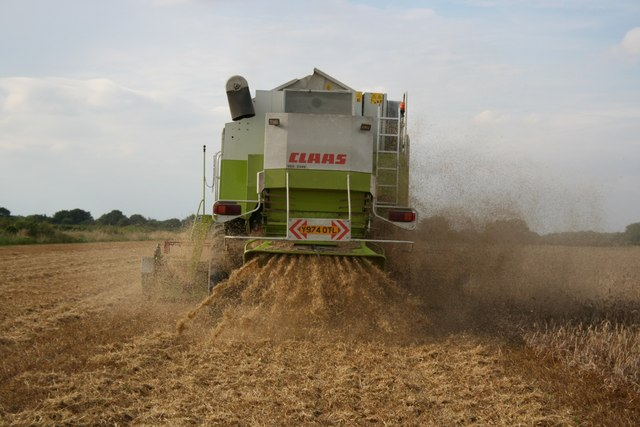
Das Stroh kann gehäckselt …

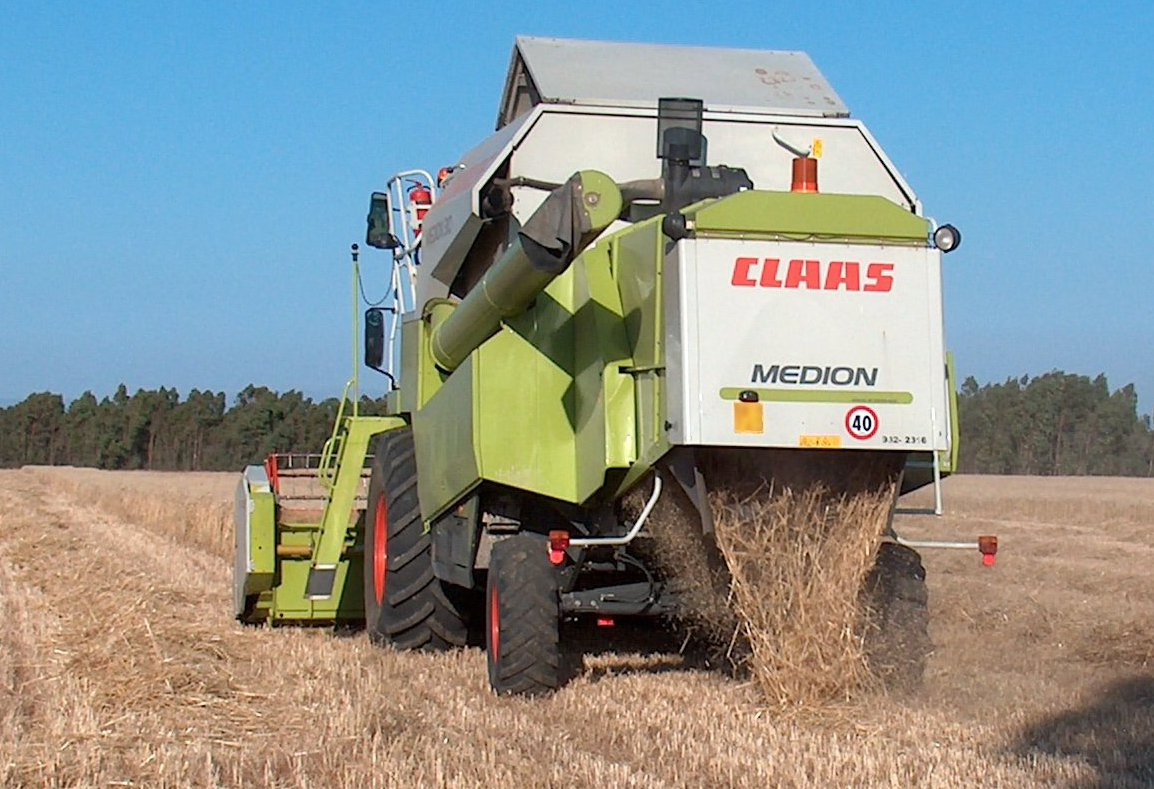
… oder in Schwaden abgelegt werden.

Der Medion hat einen hydrostatischen Fahrantrieb, der an ein Dreiganggetriebe gekoppelt ist. In jedem Gang kann die Geschwindigkeit stufenlos eingestellt werden. Darüber hinaus kann in jedem Gang auch rückwärts gefahren werden. Den Medion gibt es ausschließlich mit Vorderradantrieb. Angetrieben wird der Medion von einem Reihensechszylinderdieselmotor mit 6,4 Litern Hubraum des Typs OM 906 LA mit Turboaufladung und Ladeluftkühlung. Der Motor wurde für seinen Einsatz im Mähdrescher um 22 % (310), 16 % (320) bzw. 14 % (330 und 340) gedrosselt.
Die Kabine ist mit einem pneumatisch gefederten Sitz und einem klappbaren Beifahrersitz ausgestattet. Für den Medion ist ein Bordinformator lieferbar, der dem Fahrer Maschinendaten anzeigt. Optional ist er mit Klimaanlage lieferbar, die Dachkonsole ist für den nachträglichen Einbau eines Funkgerätes und eines FM-Radios vorgerüstet.

## Technische Daten
| Kenngrößen                           | Medion 340 | Medion 330 | Medion 320 | Medion 310 |
| Schneidwerk                          | | | | |
| Typ                                  | Medion-Schneidwerk mit Multifinger-Einzugsschnecke, hydraulischer Reversierung, elektrohydraulischer Haspelhorizontalverstellung, elektrischer Haspeldrehzahlverstellung und Contour-Auflagedrucksystem Optional: Auto-Contour-System         | Medion-Schneidwerk mit Multifinger-Einzugsschnecke, hydraulischer Reversierung, elektrohydraulischer Haspelhorizontalverstellung, elektrischer Haspeldrehzahlverstellung und Contour-Auflagedrucksystem Optional: Auto-Contour-System         | Medion-Schneidwerk mit Multifinger-Einzugsschnecke, hydraulischer Reversierung, elektrohydraulischer Haspelhorizontalverstellung, elektrischer Haspeldrehzahlverstellung und Contour-Auflagedrucksystem Optional: Auto-Contour-System         | Medion-Schneidwerk mit Multifinger-Einzugsschnecke, hydraulischer Reversierung, elektrohydraulischer Haspelhorizontalverstellung, elektrischer Haspeldrehzahlverstellung und Contour-Auflagedrucksystem Optional: Auto-Contour-System         |
| Mögliche Schnittwerksbreiten         | C 360 (3.630 mm) C 390 (3.940 mm) C 420 (4.240 mm) C 450 (4.550 mm) (eingeklappt: 3.000 mm) C 510 (5.160 mm) C 600 (6.070 mm) C 660 (6.680 mm) C 750 (7.600 mm) C 900 (9.120 mm)                                                              | C 360 (3.630 mm) C 390 (3.940 mm) C 420 (4.240 mm) C 450 (4.550 mm) (eingeklappt: 3.000 mm) C 510 (5.160 mm) C 600 (6.070 mm) C 660 (6.680 mm) C 750 (7.600 mm) C 900 (9.120 mm)                                                              | C 360 (3.630 mm) C 390 (3.940 mm) C 420 (4.240 mm) C 450 (4.550 mm) (eingeklappt: 3.000 mm) C 510 (5.160 mm) C 600 (6.070 mm) C 660 (6.680 mm) C 750 (7.600 mm) C 900 (9.120 mm)                                                              | C 360 (3.630 mm) C 390 (3.940 mm) C 420 (4.240 mm) C 450 (4.550 mm) (eingeklappt: 3.000 mm) C 510 (5.160 mm) C 600 (6.070 mm) C 660 (6.680 mm) C 750 (7.600 mm) C 900 (9.120 mm)                                                              |
| Abstand Messer/Einzugsschnecke       | 580 mm | 580 mm | 580 mm | 580 mm |
| Schnittfrequenz                      | 1.060 Hübe/min | 1.060 Hübe/min | 1.060 Hübe/min | 1.060 Hübe/min |
| Haspeldrehzahlverstellung            | 12–47 min−1 | 12–47 min−1 | 12–47 min−1 | 12–47 min−1 |
| Dreschwerk                           | | | | |
| Bauweise                             | Trommel in Flanschbauweise, Dreschkorbverstellung | Trommel in Flanschbauweise, Dreschkorbverstellung | Trommel in Flanschbauweise, Dreschkorbverstellung | Trommel in Flanschbauweise, Dreschkorbverstellung |
| Trommelbreite                        | 1.580 mm | 1.320 mm | 1.320 mm | 1.320 mm |
| Trommeldurchmesser                   | 450 mm | 450 mm | 450 mm | 450 mm |
| Trommeldrehzahl                      | 650–1.500 min−1 | 650–1.500 min−1 | 650–1.500 min−1 | 650–1.500 min−1 |
| Trommeldrehzahl mit Reduziergetriebe | 280–1.500 min−1 | 280–1.500 min−1 | 280–1.500 min−1 | 280–1.500 min−1 |
| Umschlingungswinkel des Dreschkorbes | 117° | 117° | 117° | 117° |
| Restkornabscheidung                  | | | | |
| System                               | Offene Hordenschüttler | Offene Hordenschüttler | Offene Hordenschüttler | Offene Hordenschüttler |
| Anzahl Horden                        | 6 | 5 | 5 | 5 |
| Schüttlerfallstufen                  | 4 | 4 | 4 | 4 |
| Schüttlerlänge                       | 4.400 mm | 4.400 mm | 4.400 mm | 4.400 mm |
| Schüttlerfläche                      | 7 m2 | 5,8 m2 | 5,8 m2 | 5,8 m2 |
| Abscheidefläche                      | 7,95 m2 | 6,6 m2 | 6,6 m2 | 6,6 m2 |
| Intensivschüttler                    | je 2 | je 2 | je 2 | je 2 |
| Gesamte effektive Abscheidefläche    | 9,75 m2 | 8,1 m2 | 8,1 m2 | 8,1 m2 |
| Reinigungssystem                     | | | | |
| System                               | Geteilter Siebkasten mit herausnehmbarem Vorbereitungsboden und Überkehrrückführung zur Trommel, während der Fahrt einsehbar, Gebläse von der Kabine einstellbar Optional: 3-D-Technik für Drusch an Hängen mit Hangneigungen von bis zu 20 % | Geteilter Siebkasten mit herausnehmbarem Vorbereitungsboden und Überkehrrückführung zur Trommel, während der Fahrt einsehbar, Gebläse von der Kabine einstellbar Optional: 3-D-Technik für Drusch an Hängen mit Hangneigungen von bis zu 20 % | Geteilter Siebkasten mit herausnehmbarem Vorbereitungsboden und Überkehrrückführung zur Trommel, während der Fahrt einsehbar, Gebläse von der Kabine einstellbar Optional: 3-D-Technik für Drusch an Hängen mit Hangneigungen von bis zu 20 % | Geteilter Siebkasten mit herausnehmbarem Vorbereitungsboden und Überkehrrückführung zur Trommel, während der Fahrt einsehbar, Gebläse von der Kabine einstellbar Optional: 3-D-Technik für Drusch an Hängen mit Hangneigungen von bis zu 20 % |
| Gebläse                              | Vierfachturbine | Tonnengebläse | Tonnengebläse | Tonnengebläse |
| Korntank                             | | | | |
| Korntankfassungsvermögen             | 82 hl | 72 hl | 65 hl | 58 hl |
| Korntankentleerungsleistung          | 72 l/s | 72 l/s | 72 l/s | 72 l/s |
| Abtanksystem                         | Abtankrohr | Abtankrohr | Abtankrohr | Abtankrohr |
| Abtankrohrschwenkwinkel              | 101° | 101° | 101° | 101° |
| Strohhäcksler                        | | | | |
| System                               | Strohhäcksler Optional: Horizontaler Spreuverteiler | Strohhäcksler Optional: Horizontaler Spreuverteiler | Strohhäcksler Optional: Horizontaler Spreuverteiler | Strohhäcksler Optional: Horizontaler Spreuverteiler |
| Motor                                | | | | |
| Bezeichnung                          | Mercedes-Benz OM 906 LA | Mercedes-Benz OM 906 LA | Mercedes-Benz OM 906 LA | Mercedes-Benz OM 906 LA |
| Motortyp                             | Reihensechszylinder-Viertakt-Dieselmotor mit Pumpe-Düse-Einspritzung, elektronischer Regelung, Turbolader, Ladeluftkühler und Wasserkühlung                                                                                                   | Reihensechszylinder-Viertakt-Dieselmotor mit Pumpe-Düse-Einspritzung, elektronischer Regelung, Turbolader, Ladeluftkühler und Wasserkühlung                                                                                                   | Reihensechszylinder-Viertakt-Dieselmotor mit Pumpe-Düse-Einspritzung, elektronischer Regelung, Turbolader, Ladeluftkühler und Wasserkühlung                                                                                                   | Reihensechszylinder-Viertakt-Dieselmotor mit Pumpe-Düse-Einspritzung, elektronischer Regelung, Turbolader, Ladeluftkühler und Wasserkühlung                                                                                                   |
| Nenndrehzahl                         | 2.200 min−1 | 2.200 min−1 | 2.200 min−1 | 2.200 min−1 |
| Nennleistung nach ECE R 24           | 180 kW bei 2.200 min−1 | 162 kW bei 2.200 min−1 | 147 kW bei 2.200 min−1 | 136 kW bei 2.200 min−1 |
| Abgasnorm                            | Euromot IIIa | Euromot IIIa | Euromot IIIa | Euromot IIIa |
| Tankinhalt                           | 500 l | 400 l | 400 l | 400 l |
| Kraftübertragung                     | | | | |
| Getriebe                             | Dreiganggetriebe | Dreiganggetriebe | Dreiganggetriebe | Dreiganggetriebe |
| Fahrantrieb                          | Hydrostatisch | Hydrostatisch | Hydrostatisch | Hydrostatisch |
| Angetriebe Räder                     | Vorderräder | Vorderräder | Vorderräder | Vorderräder |
| Mögliche Bereifungen                 | | | | |
| Vorne                                | 620/75 R 30, 650/75 R 32, 800/65 R 32, 24.5 R 32, 30.5L R 32 | 620/75 R 30, 650/75 R 32, 800/65 R 32, 24.5 R 32, 30.5L R 32 | 620/75 R 30, 650/75 R 32, 800/65 R 32, 24.5 R 32, 30.5L R 32 | 620/75 R 30, 650/75 R 32, 800/65 R 32, 24.5 R 32, 30.5L R 32 |
| Hinten                               | 14.9/80-24, 500/60-22,5 | 14.5/75-20, 14.9/80-24, 500/60-22,5 | 500/60-22,5 14.5/75-20 | 365/70 R 18, 14.5/75-20, 14.9/80-24, 500/60-22,5 |

## Quelle
- Claas-Medion-Produktbroschüre, PDF